# Арон Пирсол
Арон Велс Пирсол (енгл. Aaron Wells Peirsol; Ервајн, 23. јул 1983) некадашњи је амерички пливач који се током професионалне каријере која је трајала од 1999. до 2010. фокусирао на трке леђним стилом. Петоструки је олимпијски победник и десетоструки светски првак, те некадашњи саветски рекордер.